# Манаті (Пуерто-Рико)
Манаті (ісп. Manatí, МФА: [manaˈti]) — муніципалітет Пуерто-Рико, острівної території у складі США. Заснований 1738 року. Покровителька — Діва Марія Канделярійська.

## Географія
Площа суходолу муніципалітету складає 118 км² (33-є місце за цим показником серед 78 муніципалітетів Пуерто-Рико).

## Демографія
Станом на 2010 рік на території муніципалітету мешкало 44 113 ос.
Динаміка чисельності населення:

## Населені пункти
Найбільші населені пункти муніципалітету Манаті:
| Населений пункт         | Статус | Населення :   | Населення :   | Населення :   |
| Населений пункт         | Статус | на 01.04.1990 | на 01.04.2000 | на 01.04.2010 |
| ----------------------- | ------ | ------------- | ------------- | ------------- |
| Кото-Норте              | Селище | 1 945         | 1 381         | 1 604         |
| Ла-Луїса                | Селище | 2 448         | 2 887         | 2 590         |
| Манаті                  | Місто  | 16 352        | 16 173        | 14 011        |
| Тьєррас-Нуевас-Поньєнте | Селище | 1 688         | 2 366         | 3 228         |